# Mount Rio Branco
Mount Rio Branco (französisch Sommet Rio Branco, im Vereinigten Königreich Mount Branco) ist ein 975 m hoher Berg an der Graham-Küste des Grahamlands auf der Antarktischen Halbinsel. Er ragt 4 km östlich des Kap Pérez auf.
Teilnehmer der Fünften Französischen Antarktisexpedition (1908–1910) unter der Leitung des Polarforschers Jean-Baptiste Charcot entdeckten ihn. Charcot benannte ihn nach José Maria da Silva Paranhos, Barão do Rio Branco (1845–1912), Brasiliens Außenminister von 1902 bis 1912. Das Advisory Committee on Antarctic Names übertrug diese Benennung im Jahr 1950 ins Englische. Das UK Antarctic Place-Names Committee dagegen entschied sich 1954 zu einer verkürzten Übersetzung.